# Fidel Castro Díaz-Balart
Fidel Castro Díaz-Balart, conegut popularment com a «Fidelito», (L'Havana, 1 de setembre de 1949 - L'Havana, 1 de febrer de 2018) va ser un físic nuclear cubà, fill primogènit del president de Cuba Fidel Castro.

## Biografia
Fill primogènit de l'expresident de Cuba Fidel Castro i l'únic fill del matrimoni amb qui fou la seva primera esposa, Mirta Díaz-Balart, que pertanyia a una de les famílies més benestants de l'illa i amb la qual va estar casat entre 1948 i 1955. Els seus pares es van divorciar abans de la Revolució Cubana en la qual Castro va arribar al poder en aquest país, i Mirta es va traslladar juntament amb el seu fill a Miami, als Estats Units, amb la família Díaz-Balart. Posteriorment s'exiliaria a Espanya. Fidel fill va tornar a Cuba quan era nen per visitar el seu pare, però aquest va retenir-lo allà durant tota la seva infantesa. El seu oncle Rafael Díaz Balart va ser funcionari del govern de Fulgencio Batista (1952-1959) i també crític del govern de Castro. Tenia cinc germanastres reconeguts, fills de Castro amb la seva segona esposa, la mestra Dalia Soto del Valle, i una altra germanastra, Alina Fernández Revuelta, filla de Fidel Castro amb Naty Revuelta.
Castro Díaz-Balart estava casat amb Maria Victòria Barreiro i tenia tres fills, fruit del seu primer matrimoni amb la russa Olga Smirnova. Era cosí de Mario Díaz-Balart, congressista republicà per Florida, i del germà d'aquest, l'excongressista Lincoln Díaz-Balart.
L'1 de febrer de 2018 es va suïcidar a l'Havana, probablement fruit de l'estat de depressió profund que patia des de feia un temps i que fins i tot havia requerit la seva hospitalització en algun moment del procés.

## Formació i trajectòria professional
Castro Díaz-Balart, que va passar la major part de la seva vida fent tasques científiques i mai va ocupar un càrrec polític en el govern de l'illa, en el moment de la seva mort era el vicepresident de l'Acadèmia de Ciències de Cuba i assessor científic del Consell d'Estat, l'òrgan de govern de Cuba.
Després de fer estudis al seu país, es va traslladar a la Unió Soviètica on es va convertir en doctor en Ciències Físiques i Matemàtiques per l'Institut d'Energia Atòmica I. V. Kurchatov de Moscou. El 1994 es va graduar en Física Nuclear per la Universitat Estatal de Moscou. De retorn a Cuba va obtenir un segon doctorat en Ciències per l'Institut Superior de Ciències i Tecnologia Nuclears de l'Havana. Va estar a càrrec del desenvolupament de la Planta Nuclear de Juraguá, un projecte del seu pare per portar l'energia atòmica a l'illa que mai va prosperar, i també s'ocupà del programa d'energia nuclear de Cuba, sent secretari executiu de la Comissió d'Energia Atòmica de Cuba i de la Secretaria Executiva d'Afers Nuclears entre 1980 i 1992, abans de ser destituït pel seu pare per "ineficiències" en les seves funcions. Es va mantenir en un relatiu anonimat fins a 1999, quan va ser nomenat assessor del Ministeri de la Indústria Bàsica, càrrec que va compatibilitzar amb la divulgació científica com físic nuclear.
Va escriure diversos llibres i nombrosos articles sobre temes de ciència i educació, especialment centrats en la seva especialitat. Així, destaquen Elements i reflexions al voltant de la Política Científica Nacional (1985); l'assaig Nuclear Energy in the national economy of the Republic of Cuba (1986); Energia nuclear i desenvolupament (1990), o El gran desafiament del Tercer Mil·lenni. Energia nuclear: perill ambiental o solució per al futur (1997).
Durant més d'una dècada va ser enviat com a representant de delegacions científiques i educatives del govern de Cuba a diversos països. Així, ja en els darrers anys, el 2015 va estar a Kazakhstan, on va visitar centres de desenvolupament tecnològic i científic, i el 2016 a Moscou, per assistir a la Conferència Mundial de l'Associació Internacional de Parcs Tecnològics. No obstant això, les seves idees per desenvolupar projectes d'energia renovable no van ser incorporades a les polítiques estatals. També va participar en investigacions internacionals sobre energia nuclear i el 2013 va ser investit doctor honoris causa per la Universitat Estatal de Moscou, on durant la seva joventut s'havia especialitzat en Física Nuclear.